# Ouneine
Ouneine (franska: Ouneine (CR), Ouneine (Commune Rurale), arabiska: لمهارة) är en kommun i Marocko.   Den ligger i provinsen Taroudannt och regionen Souss-Massa, i den centrala delen av landet, 400 km söder om huvudstaden Rabat. Antalet invånare är 8 417.